# Sidney Hinds
Sidney Hinds (n. 14 mai 1900, Newton⁠(d), Illinois, SUA – d. 17 februarie 1991, San Antonio, Texas, SUA) a fost un trăgător de tir ce a reprezentat Statele Unite ale Americii, medaliat olimpic. A participat la o ediție a Jocurilor Olimpice (1924) în care a câștigat o medalie de aur.

## Participări
Lista de mai jos prezintă principalele competiții la care a participat Sidney Hinds de-a lungul carierei.
- shooting at the 1924 Summer Olympics – men's team free rifle[*]